# Kelly Reichardt
Kelly Reichardt (Miami, 3 de março de 1964) é uma roteirista e cineasta norte-americana, conhecida pelo estilo minimalista de filmes, geralmente ambientados em pequenas comunidades rurais.